# Sander de Wijn

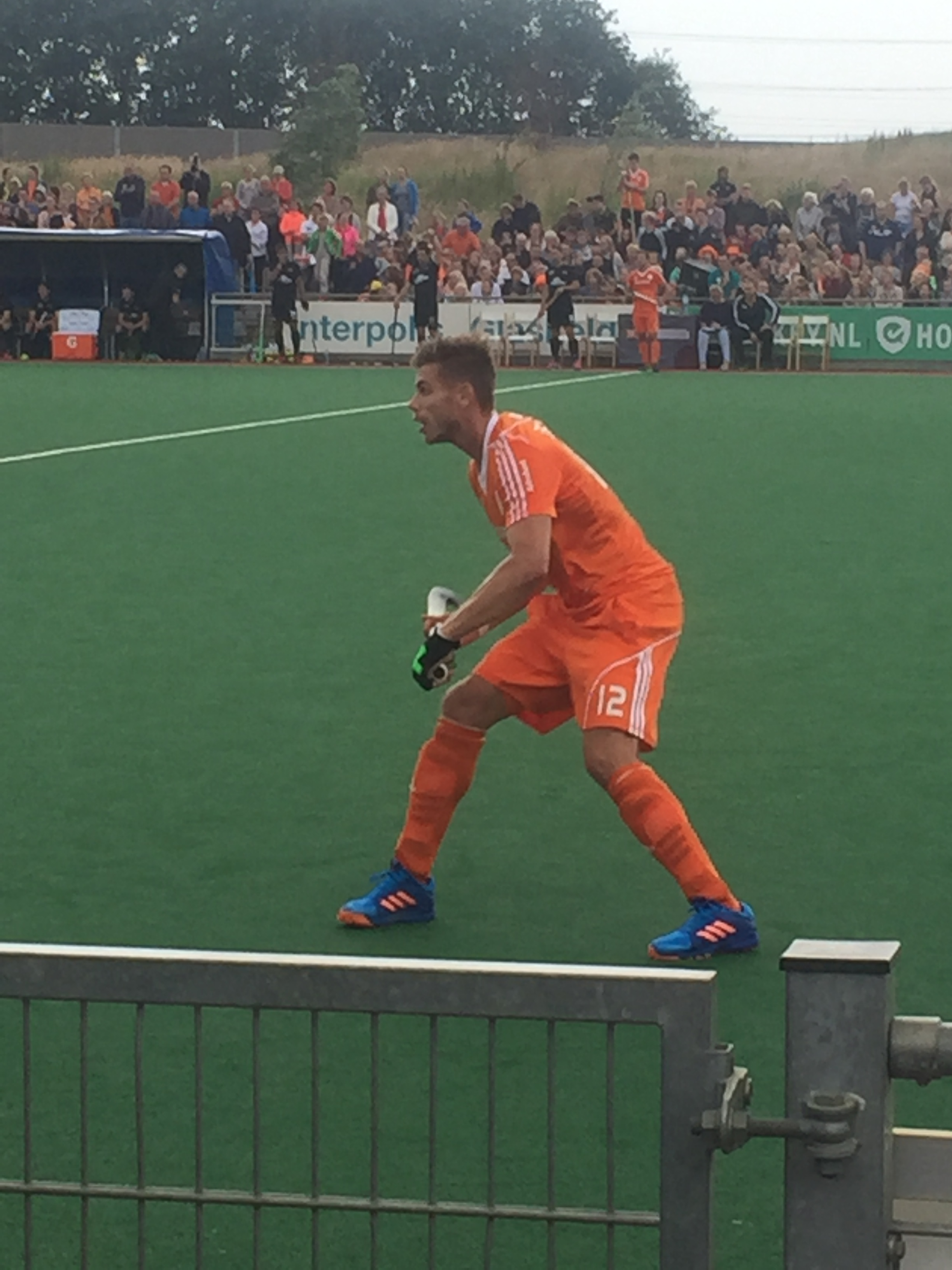
Sander de Wijn (2016)

Sander Sebastiaan de Wijn (* 2. Mai 1990 in Boxmeer) ist ein niederländischer Hockeyspieler, der bei den Olympischen Spielen 2012 die Silbermedaille gewann. 2014 und 2018 war er mit der niederländischen Nationalmannschaft Weltmeisterschaftszweiter. Bei Europameisterschaften gewann er dreimal Gold, einmal Silber und einmal Bronze.

## Sportliche Karriere
Der 1,83 m große Sander de Wijn spielt seit 2011 in der Nationalmannschaft. In 156 Länderspielen erzielte der Verteidiger 8 Tore.
2011 erreichten die Niederländer das Finale bei der Europameisterschaft in Mönchengladbach, unterlagen dann aber der deutschen Mannschaft mit 2:4. Bei den Olympischen Spielen 2012 in London gewannen die Niederländer ihre Vorrundengruppe vor der deutschen Mannschaft, die sie im Vorrundenspiel mit 3:1 bezwangen. Im Halbfinale besiegten sie die Briten mit 9:2. Im Finale trafen die Niederländer wieder auf die deutschen Herren und unterlagen diesmal mit 1:2.
2014 waren die Niederlande Gastgeber der Weltmeisterschaft in Den Haag. Die Niederländer gewannen ihre Vorrundengruppe und bezwangen im Halbfinale die Engländer mit 1:0. Im Finale unterlagen sie den Australiern mit 1:6. Im Jahr darauf bei der Europameisterschaft 2015 in London siegten die Niederländer im Finale mit 6:1 gegen die deutsche Mannschaft. 2016 bei den Olympischen Spielen in Rio de Janeiro belegten die Niederländer in der Vorrunde den zweiten Platz hinter der deutschen Mannschaft aber vor den Argentiniern. Im Viertelfinale bezwangen sie die australische Mannschaft mit 4:0, unterlagen dann aber im Halbfinale den Belgiern mit 1:3. Im Spiel um Bronze verloren die Niederländer gegen die Deutschen im Penalty-Schießen, wobei Sander de Wijn den entscheidenden Versuch verfehlte.
2017 waren die Niederlande in Amstelveen Gastgeber der Europameisterschaft. Nach dem ersten Platz in der Vorrunde und einem 3:1 über die englischen Herren im Halbfinale gewannen die Niederländer das Finale gegen die Belgier mit 4:2. Bei der Weltmeisterschaft 2018 in Bhubaneswar waren die Niederlande in der Vorrunde Zweite hinter den Deutschen. Mit Siegen über Kanada und Indien erreichten die Niederländer das Halbfinale, das sie im Penalty-Schießen gegen die australische Mannschaft gewannen. Im Finale trafen dann wie bei der Europameisterschaft 2017 die Niederlande und Belgien aufeinander, die Belgier gewannen das Spiel im Penalty-Schießen. Sander de Wijn wirkte allerdings nur bis zum Spiel gegen die Kanadier mit. Bei der Europameisterschaft 2019 in Antwerpen war Sander de Wijn wieder dabei. Die Niederländer unterlagen im Halbfinale den Spaniern, das Spiel um den dritten Platz gewannen sie mit 4:0 gegen die Deutschen. Zwei Jahre später bei der Europameisterschaft 2021 in Amstelveen gewannen die Niederländer ihre Vorrundengruppe vor den Deutschen, wobei das direkte Duell 2:2 endete. Im Finale trafen die beiden Mannschaften wieder aufeinander und noch einmal endete das Spiel mit 2:2, die Niederländer gewannen den Titel im Shootout. Bei den Olympischen Spielen in Tokio schied die niederländische Mannschaft im Viertelfinale nach Penaltyschießen gegen die Australier aus.
Auf Vereinsebene begann Sander de Wijn bei RKHV Union in Nijmegen und spielte dann ab 2008 in Utrecht beim SV Kampong, mit dem er 2017 und 2018 den niederländischen Meistertitel gewann. Sander de Wijn ist der Neffe der früheren Hockeyweltmeisterin Suzan de Wijn-Bekker.